# Vicia paucifolia
Vicia paucifolia är en ärtväxtart som beskrevs av John Gilbert Baker. Vicia paucifolia ingår i släktet vickrar, och familjen ärtväxter.

## Underarter
Arten delas in i följande underarter:
- V. p. malosana
- V. p. paucifolia